# Драмско гръцко училище
Драмското гръцко училище (на гръцки: Εκπαιδευτήρια της Ελληνικής Ορθοδόξου Κοινότητος Δράμας) е емблематична училищна сграда в македонския град Драма, Гърция.
Училището е разположено между улиците „Димитриос Гунарис“ и „Македономахи“, в близост до митрополията и стадион „Докса Драма“. Строежът на сградата започва в 1908 година от митрополит Хрисостом Драмски с финансова подкрепа на Драмската гръцка община и семейството на Павлос Мелас и е завършен в 1909 година. Сградата има П-образна форма и се състои от приземен и първи етаж. Главният вход е в средата на фасадата. Прозорците на приземния етаж са аркадни, а на горния - равни. Над страничния вход от изток има вградена мраморна плоча с надпис „По време на архиерейството на архиепископ Хрисостом и с финансовата подкрепа на ктитора Мелас и съктитори православните гърци от драма, се изгради тази най-хубава сграда на музите, в която, когато влизате, гръцки деца, извлечете духовна наслада от изворите на родната ви християнска и елинска мъдрост. 1909.“ От югоизточна страна на училищния двор на 30 август 1959 година е открита мраморна статуя на митрополит Хрисостом в цял ръст, дело скулптора Константинос Димитриадис.